# Olivier Mottet
Olivier Mottet est un auteur-compositeur-interprète suisse francophone, né le 7 octobre 1979 à Saint-Maurice.

## Biographie
À l'âge de 14 ans, il commence à écrire ses premières chansons et les accompagne à la guitare.
En 2004, Olivier Mottet sort son premier album Algérie (non distribué).
En 2007, Olivier Mottet signe trois titres originaux sur les arrangements du groupe Légende, dans le cadre de la comédie musicale Libre et change, pour l'Association valaisanne Parspas.
En 2009, il sort son deuxième album La Source, un album réalisé avec Pascal Rinaldi, suivi de plusieurs scènes en Suisse.
C'est en 2010 qu'Olivier Mottet est, pour la première fois, récompensé grâce au titre La Wii, pour lequel il reçoit le prix des Radios francophones publiques.
Olivier Mottet sort son 3e album Du Mercure dans la rivière au début de 2013. Ce nouveau CD célèbre l’évolution de l’auteur-compositeur-interprète valaisan. Élaboré et enregistré à la maison et mixé par le principal intéressé, cet album reflète l’univers musical d’Olivier Mottet, son besoin de renaissance et son envie d’espérance.

## Événements notables

### Distinctions
- 2010 : Prix des Radios francophones publiques

### Festivals
- Festival Terre Des Hommes (Massongex)
- Festival des Anglofolies (Lausanne)
- Festival Mase m'enchante (Mase)
- Festival Voix de Fête (Genève)
- Festival Le Chant des Beaux Humains (Lausanne)

### Autres salles
- Théâtre du Dé (Evionnaz)
- Le Mephisto (Fully)
- Chapelle Anglaise (Finhaut)
- L'Esprit Frappeur (Lutry)
- Le Chat Noir (Genève)
- Le Bar King (Neuchâtel)
- Le Théâtre Du Martolet (Saint-Maurice)[4]